# 覆鼎金保安宮
覆鼎金保安宮位於臺灣高雄市三民區鼎金里金獅湖畔，其建廟歷史可溯至1883年（清光緒九年），為一座主祀中壇元帥三太子的道教廟宇。

## 沿革
1851-1861年（咸豐年間），覆鼎金居民迎奉中壇元帥神像，至1883年（光緒九年）建廟。第二次世界大戰後，1952年，於今天祥路與鼎金中街路口重建，歷經數次整修後，於1998年遷於林內山南側的金獅湖畔至今，原址現已改為香客大樓及市場。

## 供奉神明
覆鼎金保安宮主奉中壇元帥三太子，共有大殿、凌霄寶殿、太乙殿、太歲殿等，其供奉神明如下列所述。
- 大殿：金吒大太子、木吒二太子、天上聖母、福德正神、二郎神君、註生娘娘
- 凌霄寶殿：玉皇上帝、三官大帝、北斗星君、南斗星君
- 太乙殿：太乙真人
- 太歲殿：斗姥元君、六十甲子太歲星君
- 福德祠：本境福德正神、五路財神、文昌帝君、魁星夫子、朱衣帝君、文衡帝君、孚佑帝君

## 外部連結
- 官方网站
- 覆鼎金保安宮的Facebook專頁